# Famille de Nicolas Sarkozy
« Sarkozy » redirige ici. Pour les autres significations, voir Sarkozy (homonymie).
La famille de Nicolas Sarkozy désigne ici la famille et l'ascendance de Nicolas Sarkozy, 23e président de la République française. Elle puise ses origines en France, en Hongrie et en Grèce.

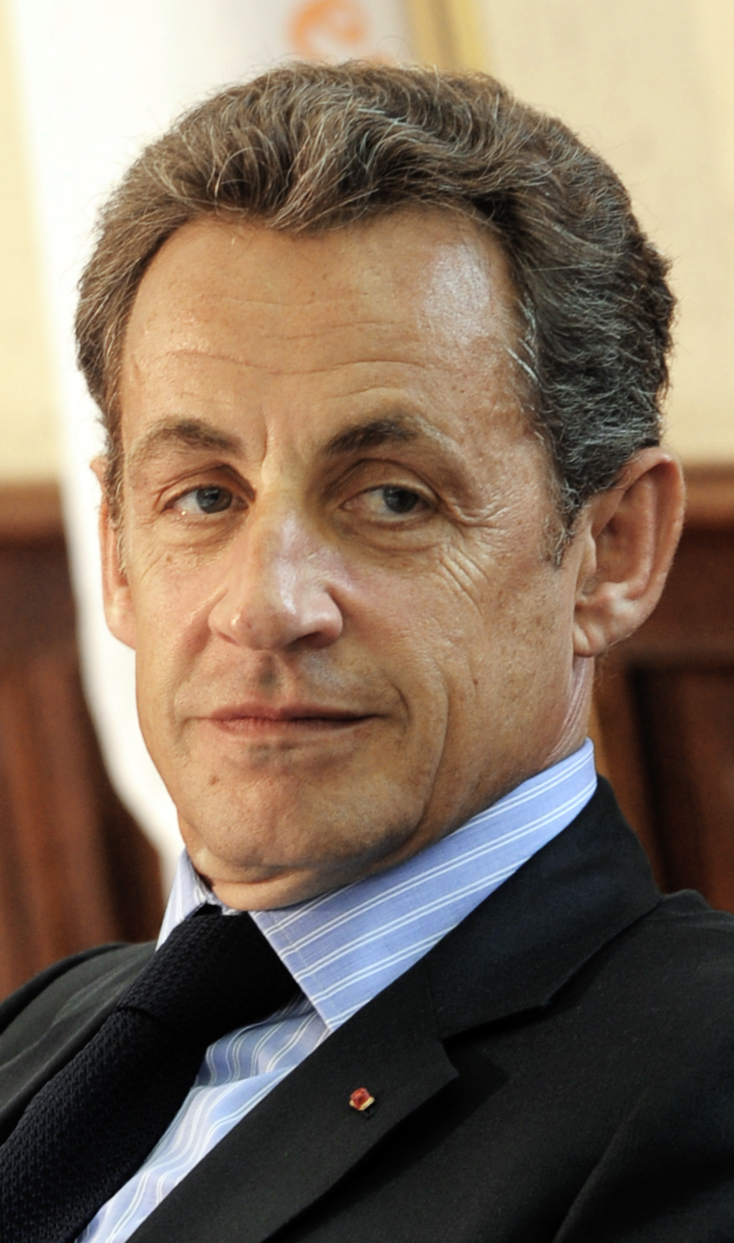
Nicolas Sarkozy, 23e président de la République française.

## Présentation
Nicolas Sarkozy est le fils de Pál Sárközy de Nagy-Bocsa (1928-2023), immigré hongrois, et d'Andrée Mallah (1925-2017), native du 9e arrondissement de Paris, d'origine française (Rhône-Alpes) et grecque séfarade. Le couple a deux autres fils : Guillaume (1951) et François (1959). Après un premier divorce, Pál Sarkozy se remarie trois fois ; de son troisième mariage (1966) avec Christine de Ganay (1944) naissent deux autres enfants : Caroline (1967) et Pierre-Olivier dit Olivier (1969).
Marié à trois reprises, Nicolas Sarkozy est père de quatre enfants : Pierre (né en 1985) et Jean (né en 1986) avec Marie-Dominique Culioli (mariés en 1982, divorcés en 1996), Louis (né en 1997) avec Cécilia Ciganer-Albéniz (mariés en 1996, divorcés en 2007), et Giulia (née en 2011) avec Carla Bruni-Tedeschi (mariés en 2008).
Les personnalités publiques membres de la famille Sarkozy sont :
- Guillaume Sarkozy (né le 18 juin 1951 à Paris), chef d'entreprise dans le textile, vice-président du Medef, délégué général de Malakoff Médéric, frère de Nicolas Sarkozy ;
- Nicolas Sarkozy (né le 28 janvier 1955 à Paris), avocat d'affaires, plusieurs fois ministre, 23e président de la République française ;
- Olivier Sarkozy (né le 26 mai 1969 à Boulogne-Billancourt), codirecteur de la direction financière du groupe Carlyle, demi-frère de Nicolas Sarkozy ;
- Pierre Sarkozy (né le 24 août 1985 à Neuilly-sur-Seine), producteur de rap et de hip-hop sous le pseudonyme de Mosey, fils de Nicolas Sarkozy ;
- Jean Sarkozy (né le 1er septembre 1986 à Neuilly-sur-Seine), homme politique, fils de Nicolas Sarkozy ;
- Louis Sarkozy, chroniqueur et essayiste (né le 28 avril 1997 à Neuilly-sur-Seine), , essayiste, fils de Nicolas Sarkozy

ainsi que :
- Cécilia Attias (née le 12 novembre 1957 à Boulogne-Billancourt), de son nom de naissance Cécilia Ciganer, dite « Cécilia Martin » (durant son premier mariage avec Jacques Martin), puis « Cécilia Sarkozy » (durant son deuxième mariage avec Nicolas Sarkozy), et actuellement « Cécilia Attias » (depuis son remariage avec Richard Attias), mannequin-cabine, seconde épouse de Nicolas Sarkozy ;
- Carla Bruni-Sarkozy (née le 23 décembre 1967 à Turin), de son nom d'artiste « Carla Bruni », dite « Carla Bruni-Sarkozy » ou « Carla Sarkozy » (depuis son mariage avec Nicolas Sarkozy), mannequin, actrice, auteure-compositrice-interprète, troisième et actuelle épouse de Nicolas Sarkozy.

## Origine et signification du patronymeSarkozy de Nagy-Bocsa
Le patronyme Sarkozy, à l'origine Sárközy en hongrois, modification graphique du nom hongrois Sárközi, désigne celui « qui est originaire du Sárköz », une petite région naturelle du sud de la Hongrie, située dans le département de Tolna au sud-est de la ville de Szekszárd. Le toponyme Sárköz désigne quant à lui un lieu délimité par une rivière marécageuse : köz signifie en hongrois « intervalle » et sár signifie « boue ».
De Nagy-Bocsa est la traduction du hongrois nagybócsai, accessoire du nom de famille hongrois qui indique l'origine mais ne fait donc pas partie du patronyme proprement dit. Selon l'usage en hongrois, il est écrit avec une minuscule et se place avant le nom de famille. Nagybócsa renvoie au nom de la localité dont la famille est originaire, laquelle s'appelle de nos jours Bócsa. Ce village est situé dans le comitat de Bács-Kiskun en Hongrie.

## Origines familiales

### Pál Sarkozy (1928-2023)

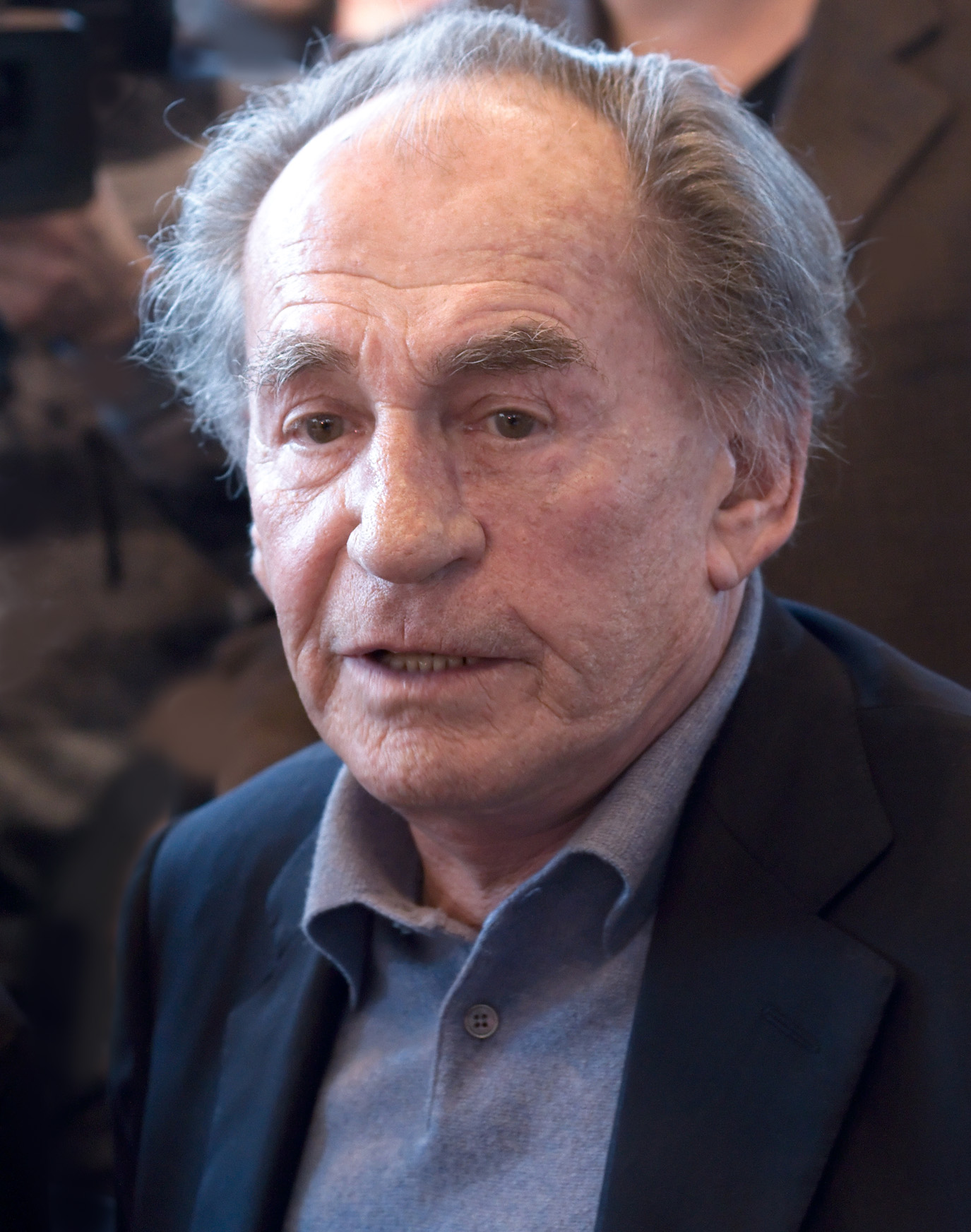
Pál Sarkozy, en 2010.

Né le 5 mai 1928 à Budapest, Pál Sarkozy (dont le nom hongrois complet est : nagybócsai Sárközy Pál István Ernő, soit, en français : Paul Étienne Ernest Sarközy de Nagy-Bocsa), est issu d'une famille hongroise dont un lointain ancêtre paysan s'était battu contre les Ottomans, avait été capturé et décapité en 1562. L'un de ses descendants reçut le 10 septembre 1628 du roi Ferdinand II de Hongrie une « noblesse de lettre » (armalista), héréditaire, donnant le droit de faire précéder son nom de celui de son village d'origine et d'avoir des armoiries,.
La famille Sarkozy possédait des terres et un petit château dans le village d'Alattyán, près de Szolnok, à 92 km à l'est de Budapest. Elle a exercé des fonctions électives à la mairie de Szolnok (dont celle d'adjoint au maire pour le grand-père de Nicolas Sarkozy). Son niveau de vie était certainement plus simple que ce qu'a pu évoquer Pál Sarkozy dans ses souvenirs d'enfance.
La famille Sarkozy était protestante, mais en épousant une catholique, György Sarkozy (1896-1948), père de Pál, a accepté que les enfants à naître soient baptisés et élevés dans la religion catholique.
À l'arrivée de l'Armée rouge en 1944, la famille est expropriée et s'exile en France, après de nombreuses pérégrinations en Autriche et en Allemagne. Pál Sárközy rencontre un recruteur de la Légion étrangère à Baden-Baden et s'engage pour cinq ans. Il est déclaré inapte au départ pour l'Indochine et est démobilisé à Marseille en 1948 ; il francise alors son nom en Pal Sarkozy de Nagy-Bocsa.
Pál Sárközy meurt le samedi 4 mars 2023 à l'âge de 94 ans.

### Andrée Mallah (1925-2017)
Andrée Jeanne Mallah, née dans le 9e arrondissement de Paris le 12 octobre 1925, est la fille de Bénédict Mallah, né Aaron « Beniko » Mallah en 1890 à Salonique (alors partie de l'Empire ottoman, de nos jours en Grèce) et d'Adèle Bouvier, née le 5 mars 1891 dans le 4e arrondissement de Lyon.
La famille Mallah est une famille juive séfarade d'Espagne réfugiée à Salonique après l'expulsion de 1492. Plusieurs branches de cette famille ont été décimées à Auschwitz.
Moshé, l'oncle de Beniko, est rabbin et éditeur du journal ottoman El Avenir. Deux de ses cousins sont sénateurs en Grèce : Asher, qui contribue, en 1912, à établir l'Université du Technion à Haïfa en Palestine ottomane, et Peppo, premier représentant diplomatique de la Grèce en Israël. Son père, Mordohai Mallah, l'arrière-grand-père de Nicolas Sarkozy, joaillier, meurt le 4 février 1913. À ce moment, Reyna Magriso, la mère de Beniko (et arrière-grand-mère de Nicolas Sarkozy) s'installe en France, avec ses sept enfants. Beniko, aîné de la fratrie, médecin, s'engage dans l'Armée française pour soigner les blessés de la Première Guerre mondiale. Il y rencontre Adèle Bouvier, infirmière catholique issue d'une famille savoyarde (devenue française en 1860) et qui fut, par ailleurs, mariée une première fois en 1910 à un autre infirmier militaire, René Prost, né à Lyon le 29 janvier 1884 et mort pour la France le 2 mars 1916.
Beniko et Adèle se marient le 19 octobre 1917, après que ce dernier a francisé son prénom en « Bénédict » lors de sa conversion au catholicisme[réf. nécessaire]. Ils ont deux filles : Suzanne et Andrée, la mère de Nicolas Sarkozy.
Lors de la Seconde Guerre mondiale, le couple Mallah quitte Paris avec leurs deux filles, en raison de l'ancienne religion et des origines de Bénédict, pour se réfugier dans la zone libre contrôlée par le gouvernement de Vichy, en Corrèze à Marcillac-la-Croisille.
Enfin, Bénédict s'installe comme chirurgien urologue à la clinique Saint-Jean-de-Dieu dans le 7e arrondissement de Paris, où Adèle Bouvier décédera le 24 février 1956. 
Il est longtemps collaborateur et élève du professeur Louis Michon à l'hôpital Necker.
En 2007, lors d'un voyage officiel en Algérie de Nicolas Sarkozy, alors président de la République française, une polémique éclate sur l'histoire de la famille Mallah et de ses origines juives. À cette occasion, la chambre de commerce France-Israël, via son site Internet, rappelle l'histoire de la famille Mallah.
Andrée Mallah meurt dans la nuit du mardi 12 au mercredi 13 décembre 2017.

### Naissance et jeunesse

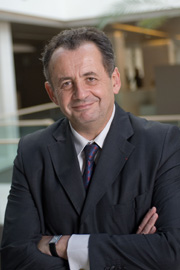
Guillaume Sarkozy en 2008.

En 1949, Pál Sarkozy, devenu publicitaire, rencontre Andrée Mallah, alors étudiante en droit. Ils se marient le 8 février 1950 dans le 17e arrondissement de Paris. De cette union naissent trois garçons : Guillaume, né en 1951, futur chef d'entreprise dans le textile (vice-président du MEDEF entre 2000 et 2006) actuel délégué général Malakoff Médéric, puis Nicolas, né le 28 janvier 1955 dans le 17e arrondissement de Paris ; pour l'état civil, son nom complet est Nicolas Paul Stéphane Sarközy de Nagy-Bocsa. Enfin, François naît en 1959 : major de l'internat de médecine et diplômé de l'Insead, il devient pédiatre, spécialisé aussi en physiologie respiratoire, chercheur en biologie, cadre dans l'industrie pharmaceutique (Roussel-Uclaf, Aventis, Hoechst) puis dirigeant de sociétés (vice-président de BioAlliance Pharma et président de Publicis Healthcare Consulting à la suite du rachat de son agence de santé en 2011 par Arthur Sadoun, président de Publicis Worldwide France),.
Pál quitte le domicile conjugal en 1959, ce qui provoque le divorce du couple. Andrée Mallah reprend ses études pour pouvoir travailler et élever ses enfants. Cette éducation se fait avec l'aide de la nouvelle figure paternelle de la famille qu'est le grand-père Bénédict. Andrée Mallah et ses enfants s'installent donc chez ce dernier qui habite alors rue Fortuny, dans le 17e arrondissement de Paris. La mère réussit à devenir avocate et exerce au barreau de Nanterre ; elle plaidera notamment dans l'affaire Villarceaux en 1971. Lorsque Bénédict meurt en 1973, la famille s'installe avenue Charles-de-Gaulle à Neuilly-sur-Seine (département des Hauts-de-Seine), se rapprochant de Pál Sarkozy qui s'y était établi [réf. souhaitée].
Après ce premier divorce, Pál Sarkozy se remarie trois fois. De son troisième mariage avec Christine de Ganay, fille de Philippe de Ganay (fils de Magdeleine Goüin) et de Marie-Hélène Blanchy (remariée à Claude Bouchinet-Serreulles), naîtront deux enfants : Caroline, qui deviendra décoratrice et Pierre-Olivier dit Olivier ou Oliver, qui deviendra codirecteur de la direction financière de Carlyle. Christine de Ganay se remaria avec Frank G. Wisner,.

## Généalogie

### Schéma famille proche
|                         |                         |                         |                         |                         |                         |              |              |                           |                           |                           |                           |                           |                           |                          |                          |                          |                          |                         |                         |                         |                         |                 |                 |                       |                       |                       |                       |                                |                                |                                |                                |                                |                                |                     |                     |                        |                        |                        |                        |                        |                        |                      |                      |                                |                                |                                |                                |                                |                                |                       |                       |                       |                       |                    |                    |                    |                    |  |  |                        |                        |                        |                        |                        |                        |                        |                        |                         |                         |                         |                         |                         |                         |                      |                      |                           |                           |                           |                           |                           |                           |                          |                          |                          |                          |                         |                         |                            |                            |                            |                            |                            |                            |                           |                           |                           |                           |                         |                         |                         |                         |  |  |                        |                        |                        |                        |                        |                        |  |  |                       |                       |                       |                       |                       |                       |
|                         |                         |                         |                         |                         |                         |              |              |                           |                           |                           |                           |                           |                           |                          |                          |                          |                          |                         |                         |                         |                         |                 |                 |                       |                       |                       |                       |                                |                                |                                |                                |                                |                                |                     |                     |                        |                        |                        |                        |                        |                        |                      |                      |                                |                                |                                |                                |                                |                                |                       |                       |                       |                       |                    |                    |                    |                    |  |  |                        |                        |                        |                        |                        |                        |                        |                        |                         |                         |                         |                         |                         |                         |                      |                      |                           |                           |                           |                           |                           |                           |                          |                          |                          |                          |                         |                         |                            |                            |                            |                            |                            |                            |                           |                           |                           |                           |                         |                         |                         |                         |  |  |                        |                        |                        |                        |                        |                        |  |  |                       |                       |                       |                       |                       |                       |
|                         |                         |                         |                         |                         |                         |              |              |                           |                           |                           |                           |                           |                           |                          |                          |                          |                          |                         |                         |                         |                         |                 |                 |                       |                       |                       |                       |                                |                                |                                |                                |                                |                                |                     |                     |                        |                        |                        |                        |                        |                        |                      |                      |                                |                                |                                |                                |                                |                                |                       |                       |                       |                       |                    |                    |                    |                    |  |  |                        |                        |                        |                        |                        |                        |                        |                        |                         |                         |                         |                         |                         |                         |                      |                      |                           |                           |                           |                           |                           |                           |                          |                          |                          |                          |                         |                         |                            |                            |                            |                            |                            |                            |                           |                           |                           |                           |                         |                         |                         |                         |  |  |                        |                        |                        |                        |                        |                        |  |  |                       |                       |                       |                       |                       |                       |
|                         |                         |                         |                         |                         |                         |              |              |                           |                           |                           |                           |                           |                           |                          |                          |                          |                          |                         |                         |                         |                         |                 |                 |                       |                       |                       |                       |                                |                                |                                |                                |                                |                                |                     |                     |                        |                        |                        |                        |                        |                        |                      |                      |                                |                                |                                |                                |                                |                                |                       |                       |                       |                       |                    |                    |                    |                    |  |  |                        |                        |                        |                        |                        |                        |                        |                        |                         |                         |                         |                         |                         |                         |                      |                      |                           |                           |                           |                           |                           |                           |                          |                          |                          |                          |                         |                         |                            |                            |                            |                            |                            |                            |                           |                           |                           |                           |                         |                         |                         |                         |  |  |                        |                        |                        |                        |                        |                        |  |  |                       |                       |                       |                       |                       |                       |
|                         |                         |                         |                         |                         |                         |              |              |                           |                           |                           |                           |                           |                           |                          |                          |                          |                          |                         |                         |                         |                         |                 |                 |                       |                       |                       |                       |                                |                                |                                |                                |                                |                                |                     |                     |                        |                        |                        |                        |                        |                        |                      |                      |                                |                                |                                |                                |                                |                                |                       |                       |                       |                       |                    |                    |                    |                    |  |  |                        |                        |                        |                        |                        |                        |                        |                        |                         |                         |                         |                         |                         |                         |                      |                      | Andrée Mallah (1925-2017) | Andrée Mallah (1925-2017) | Andrée Mallah (1925-2017) | Andrée Mallah (1925-2017) | Andrée Mallah (1925-2017) | Andrée Mallah (1925-2017) |                          |                          | Pál Sárközy (1928-2023)  | Pál Sárközy (1928-2023)  | Pál Sárközy (1928-2023) | Pál Sárközy (1928-2023) | Pál Sárközy (1928-2023)    | Pál Sárközy (1928-2023)    |                            |                            | Christine de Ganay (1944)  | Christine de Ganay (1944)  | Christine de Ganay (1944) | Christine de Ganay (1944) | Christine de Ganay (1944) | Christine de Ganay (1944) |                         |                         |                         |                         |  |  |                        |                        |                        |                        |                        |                        |  |  |                       |                       |                       |                       |                       |                       |
|                         |                         |                         |                         |                         |                         |              |              |                           |                           |                           |                           |                           |                           |                          |                          |                          |                          |                         |                         |                         |                         |                 |                 |                       |                       |                       |                       |                                |                                |                                |                                |                                |                                |                     |                     |                        |                        |                        |                        |                        |                        |                      |                      |                                |                                |                                |                                |                                |                                |                       |                       |                       |                       |                    |                    |                    |                    |  |  |                        |                        |                        |                        |                        |                        |                        |                        |                         |                         |                         |                         |                         |                         |                      |                      | Andrée Mallah (1925-2017) | Andrée Mallah (1925-2017) | Andrée Mallah (1925-2017) | Andrée Mallah (1925-2017) | Andrée Mallah (1925-2017) | Andrée Mallah (1925-2017) |                          |                          | Pál Sárközy (1928-2023)  | Pál Sárközy (1928-2023)  | Pál Sárközy (1928-2023) | Pál Sárközy (1928-2023) | Pál Sárközy (1928-2023)    | Pál Sárközy (1928-2023)    |                            |                            | Christine de Ganay (1944)  | Christine de Ganay (1944)  | Christine de Ganay (1944) | Christine de Ganay (1944) | Christine de Ganay (1944) | Christine de Ganay (1944) |                         |                         |                         |                         |  |  |                        |                        |                        |                        |                        |                        |  |  |                       |                       |                       |                       |                       |                       |
|                         |                         |                         |                         |                         |                         |              |              |                           |                           |                           |                           |                           |                           |                          |                          |                          |                          |                         |                         |                         |                         |                 |                 |                       |                       |                       |                       |                                |                                |                                |                                |                                |                                |                     |                     |                        |                        |                        |                        |                        |                        |                      |                      |                                |                                |                                |                                |                                |                                |                       |                       |                       |                       |                    |                    |                    |                    |  |  |                        |                        |                        |                        |                        |                        |                        |                        |                         |                         |                         |                         |                         |                         |                      |                      |                           |                           |                           |                           |                           |                           |                          |                          |                          |                          |                         |                         |                            |                            |                            |                            |                            |                            |                           |                           |                           |                           |                         |                         |                         |                         |  |  |                        |                        |                        |                        |                        |                        |  |  |                       |                       |                       |                       |                       |                       |
|                         |                         |                         |                         |                         |                         |              |              |                           |                           |                           |                           |                           |                           |                          |                          |                          |                          |                         |                         |                         |                         |                 |                 |                       |                       |                       |                       |                                |                                |                                |                                |                                |                                |                     |                     |                        |                        |                        |                        |                        |                        |                      |                      |                                |                                |                                |                                |                                |                                |                       |                       |                       |                       |                    |                    |                    |                    |  |  |                        |                        |                        |                        |                        |                        |                        |                        |                         |                         |                         |                         |                         |                         |                      |                      |                           |                           |                           |                           |                           |                           |                          |                          |                          |                          |                         |                         |                            |                            |                            |                            |                            |                            |                           |                           |                           |                           |                         |                         |                         |                         |  |  |                        |                        |                        |                        |                        |                        |  |  |                       |                       |                       |                       |                       |                       |
|                         |                         |                         |                         |                         |                         |              |              |                           |                           |                           |                           |                           |                           |                          |                          |                          |                          |                         |                         |                         |                         |                 |                 |                       |                       |                       |                       |                                |                                |                                |                                |                                |                                |                     |                     |                        |                        |                        |                        |                        |                        |                      |                      |                                |                                |                                |                                |                                |                                |                       |                       |                       |                       |                    |                    |                    |                    |  |  |                        |                        |                        |                        |                        |                        |                        |                        |                         |                         |                         |                         |                         |                         |                      |                      |                           |                           |                           |                           |                           |                           |                          |                          |                          |                          |                         |                         |                            |                            |                            |                            |                            |                            |                           |                           |                           |                           |                         |                         |                         |                         |  |  |                        |                        |                        |                        |                        |                        |  |  |                       |                       |                       |                       |                       |                       |
|                         |                         |                         |                         |                         |                         |              |              |                           |                           |                           |                           |                           |                           |                          |                          |                          |                          |                         |                         |                         |                         |                 |                 |                       |                       |                       |                       |                                |                                |                                |                                |                                |                                |                     |                     |                        |                        |                        |                        |                        |                        |                      |                      |                                |                                |                                |                                |                                |                                |                       |                       |                       |                       |                    |                    |                    |                    |  |  |                        |                        |                        |                        |                        |                        |                        |                        |                         |                         |                         |                         |                         |                         |                      |                      |                           |                           |                           |                           |                           |                           |                          |                          |                          |                          |                         |                         |                            |                            |                            |                            |                            |                            |                           |                           |                           |                           |                         |                         |                         |                         |  |  |                        |                        |                        |                        |                        |                        |  |  |                       |                       |                       |                       |                       |                       |
|                         |                         |                         |                         | Sylvie Vever            | Sylvie Vever            | Sylvie Vever | Sylvie Vever | Sylvie Vever              | Sylvie Vever              |                           |                           | Guillaume Sarkozy (1951)  | Guillaume Sarkozy (1951)  | Guillaume Sarkozy (1951) | Guillaume Sarkozy (1951) | Guillaume Sarkozy (1951) | Guillaume Sarkozy (1951) |                         |                         | Christine Mulot         | Christine Mulot         | Christine Mulot | Christine Mulot | Christine Mulot       | Christine Mulot       |                       |                       | Marie-Dominique Culioli (1956) | Marie-Dominique Culioli (1956) | Marie-Dominique Culioli (1956) | Marie-Dominique Culioli (1956) | Marie-Dominique Culioli (1956) | Marie-Dominique Culioli (1956) |                     |                     | Nicolas Sarkozy (1955) | Nicolas Sarkozy (1955) | Nicolas Sarkozy (1955) | Nicolas Sarkozy (1955) | Nicolas Sarkozy (1955) | Nicolas Sarkozy (1955) |                      |                      | Cécilia Ciganer-Albéniz (1957) | Cécilia Ciganer-Albéniz (1957) | Cécilia Ciganer-Albéniz (1957) | Cécilia Ciganer-Albéniz (1957) | Cécilia Ciganer-Albéniz (1957) | Cécilia Ciganer-Albéniz (1957) |                       |                       | Carla Bruni (1967)    | Carla Bruni (1967)    | Carla Bruni (1967) | Carla Bruni (1967) | Carla Bruni (1967) | Carla Bruni (1967) |  |  | Valérie Lafarge (1961) | Valérie Lafarge (1961) | Valérie Lafarge (1961) | Valérie Lafarge (1961) | Valérie Lafarge (1961) | Valérie Lafarge (1961) |                        |                        | François Sarkozy (1959) | François Sarkozy (1959) | François Sarkozy (1959) | François Sarkozy (1959) | François Sarkozy (1959) | François Sarkozy (1959) |                      |                      | Sophie Garaudet           | Sophie Garaudet           | Sophie Garaudet           | Sophie Garaudet           | Sophie Garaudet           | Sophie Garaudet           |                          |                          |                          |                          |                         |                         | François Fournier (1950)   | François Fournier (1950)   | François Fournier (1950)   | François Fournier (1950)   | François Fournier (1950)   | François Fournier (1950)   |                           |                           | Caroline Sarkozy (1967)   | Caroline Sarkozy (1967)   | Caroline Sarkozy (1967) | Caroline Sarkozy (1967) | Caroline Sarkozy (1967) | Caroline Sarkozy (1967) |  |  | Olivier Sarkozy (1969) | Olivier Sarkozy (1969) | Olivier Sarkozy (1969) | Olivier Sarkozy (1969) | Olivier Sarkozy (1969) | Olivier Sarkozy (1969) |  |  | Charlotte Bernard     | Charlotte Bernard     | Charlotte Bernard     | Charlotte Bernard     | Charlotte Bernard     | Charlotte Bernard     |
|                         |                         |                         |                         | Sylvie Vever            | Sylvie Vever            | Sylvie Vever | Sylvie Vever | Sylvie Vever              | Sylvie Vever              |                           |                           | Guillaume Sarkozy (1951)  | Guillaume Sarkozy (1951)  | Guillaume Sarkozy (1951) | Guillaume Sarkozy (1951) | Guillaume Sarkozy (1951) | Guillaume Sarkozy (1951) |                         |                         | Christine Mulot         | Christine Mulot         | Christine Mulot | Christine Mulot | Christine Mulot       | Christine Mulot       |                       |                       | Marie-Dominique Culioli (1956) | Marie-Dominique Culioli (1956) | Marie-Dominique Culioli (1956) | Marie-Dominique Culioli (1956) | Marie-Dominique Culioli (1956) | Marie-Dominique Culioli (1956) |                     |                     | Nicolas Sarkozy (1955) | Nicolas Sarkozy (1955) | Nicolas Sarkozy (1955) | Nicolas Sarkozy (1955) | Nicolas Sarkozy (1955) | Nicolas Sarkozy (1955) |                      |                      | Cécilia Ciganer-Albéniz (1957) | Cécilia Ciganer-Albéniz (1957) | Cécilia Ciganer-Albéniz (1957) | Cécilia Ciganer-Albéniz (1957) | Cécilia Ciganer-Albéniz (1957) | Cécilia Ciganer-Albéniz (1957) |                       |                       | Carla Bruni (1967)    | Carla Bruni (1967)    | Carla Bruni (1967) | Carla Bruni (1967) | Carla Bruni (1967) | Carla Bruni (1967) |  |  | Valérie Lafarge (1961) | Valérie Lafarge (1961) | Valérie Lafarge (1961) | Valérie Lafarge (1961) | Valérie Lafarge (1961) | Valérie Lafarge (1961) |                        |                        | François Sarkozy (1959) | François Sarkozy (1959) | François Sarkozy (1959) | François Sarkozy (1959) | François Sarkozy (1959) | François Sarkozy (1959) |                      |                      | Sophie Garaudet           | Sophie Garaudet           | Sophie Garaudet           | Sophie Garaudet           | Sophie Garaudet           | Sophie Garaudet           |                          |                          |                          |                          |                         |                         | François Fournier (1950)   | François Fournier (1950)   | François Fournier (1950)   | François Fournier (1950)   | François Fournier (1950)   | François Fournier (1950)   |                           |                           | Caroline Sarkozy (1967)   | Caroline Sarkozy (1967)   | Caroline Sarkozy (1967) | Caroline Sarkozy (1967) | Caroline Sarkozy (1967) | Caroline Sarkozy (1967) |  |  | Olivier Sarkozy (1969) | Olivier Sarkozy (1969) | Olivier Sarkozy (1969) | Olivier Sarkozy (1969) | Olivier Sarkozy (1969) | Olivier Sarkozy (1969) |  |  | Charlotte Bernard     | Charlotte Bernard     | Charlotte Bernard     | Charlotte Bernard     | Charlotte Bernard     | Charlotte Bernard     |
|                         |                         |                         |                         |                         |                         |              |              |                           |                           |                           |                           |                           |                           |                          |                          |                          |                          |                         |                         |                         |                         |                 |                 |                       |                       |                       |                       |                                |                                |                                |                                |                                |                                |                     |                     |                        |                        |                        |                        |                        |                        |                      |                      |                                |                                |                                |                                |                                |                                |                       |                       |                       |                       |                    |                    |                    |                    |  |  |                        |                        |                        |                        |                        |                        |                        |                        |                         |                         |                         |                         |                         |                         |                      |                      |                           |                           |                           |                           |                           |                           |                          |                          |                          |                          |                         |                         |                            |                            |                            |                            |                            |                            |                           |                           |                           |                           |                         |                         |                         |                         |  |  |                        |                        |                        |                        |                        |                        |  |  |                       |                       |                       |                       |                       |                       |
|                         |                         |                         |                         |                         |                         |              |              |                           |                           |                           |                           |                           |                           |                          |                          |                          |                          |                         |                         |                         |                         |                 |                 |                       |                       |                       |                       |                                |                                |                                |                                |                                |                                |                     |                     |                        |                        |                        |                        |                        |                        |                      |                      |                                |                                |                                |                                |                                |                                |                       |                       |                       |                       |                    |                    |                    |                    |  |  |                        |                        |                        |                        |                        |                        |                        |                        |                         |                         |                         |                         |                         |                         |                      |                      |                           |                           |                           |                           |                           |                           |                          |                          |                          |                          |                         |                         |                            |                            |                            |                            |                            |                            |                           |                           |                           |                           |                         |                         |                         |                         |  |  |                        |                        |                        |                        |                        |                        |  |  |                       |                       |                       |                       |                       |                       |
| Frédéric Sarkozy (1980) | Frédéric Sarkozy (1980) | Frédéric Sarkozy (1980) | Frédéric Sarkozy (1980) | Frédéric Sarkozy (1980) | Frédéric Sarkozy (1980) |              |              | Clémentine Sarkozy (1983) | Clémentine Sarkozy (1983) | Clémentine Sarkozy (1983) | Clémentine Sarkozy (1983) | Clémentine Sarkozy (1983) | Clémentine Sarkozy (1983) |                          |                          | Capucine Sarkozy (1986)  | Capucine Sarkozy (1986)  | Capucine Sarkozy (1986) | Capucine Sarkozy (1986) | Capucine Sarkozy (1986) | Capucine Sarkozy (1986) |                 |                 | Pierre Sarkozy (1985) | Pierre Sarkozy (1985) | Pierre Sarkozy (1985) | Pierre Sarkozy (1985) | Pierre Sarkozy (1985)          | Pierre Sarkozy (1985)          |                                |                                | Jean Sarkozy (1986)            | Jean Sarkozy (1986)            | Jean Sarkozy (1986) | Jean Sarkozy (1986) | Jean Sarkozy (1986)    | Jean Sarkozy (1986)    |                        |                        | Louis Sarkozy (1997)   | Louis Sarkozy (1997)   | Louis Sarkozy (1997) | Louis Sarkozy (1997) | Louis Sarkozy (1997)           | Louis Sarkozy (1997)           |                                |                                | Giulia Sarkozy (2011)          | Giulia Sarkozy (2011)          | Giulia Sarkozy (2011) | Giulia Sarkozy (2011) | Giulia Sarkozy (2011) | Giulia Sarkozy (2011) |                    |                    |                    |                    |  |  |                        |                        |                        |                        | Katinka Sarkozy (1991) | Katinka Sarkozy (1991) | Katinka Sarkozy (1991) | Katinka Sarkozy (1991) | Katinka Sarkozy (1991)  | Katinka Sarkozy (1991)  |                         |                         | Arpad Sarkozy (2002)    | Arpad Sarkozy (2002)    | Arpad Sarkozy (2002) | Arpad Sarkozy (2002) | Arpad Sarkozy (2002)      | Arpad Sarkozy (2002)      |                           |                           | Anastasia Sarkozy (2003)  | Anastasia Sarkozy (2003)  | Anastasia Sarkozy (2003) | Anastasia Sarkozy (2003) | Anastasia Sarkozy (2003) | Anastasia Sarkozy (2003) |                         |                         | Marguerite Fournier (2000) | Marguerite Fournier (2000) | Marguerite Fournier (2000) | Marguerite Fournier (2000) | Marguerite Fournier (2000) | Marguerite Fournier (2000) |                           |                           | Achille Fournier (2005)   | Achille Fournier (2005)   | Achille Fournier (2005) | Achille Fournier (2005) | Achille Fournier (2005) | Achille Fournier (2005) |  |  | Julien Sarkozy (1997)  | Julien Sarkozy (1997)  | Julien Sarkozy (1997)  | Julien Sarkozy (1997)  | Julien Sarkozy (1997)  | Julien Sarkozy (1997)  |  |  | Margot Sarkozy (2000) | Margot Sarkozy (2000) | Margot Sarkozy (2000) | Margot Sarkozy (2000) | Margot Sarkozy (2000) | Margot Sarkozy (2000) |

## Conjointes et descendance de Nicolas Sarkozy

### Mariage avec Marie-Dominique Culioli

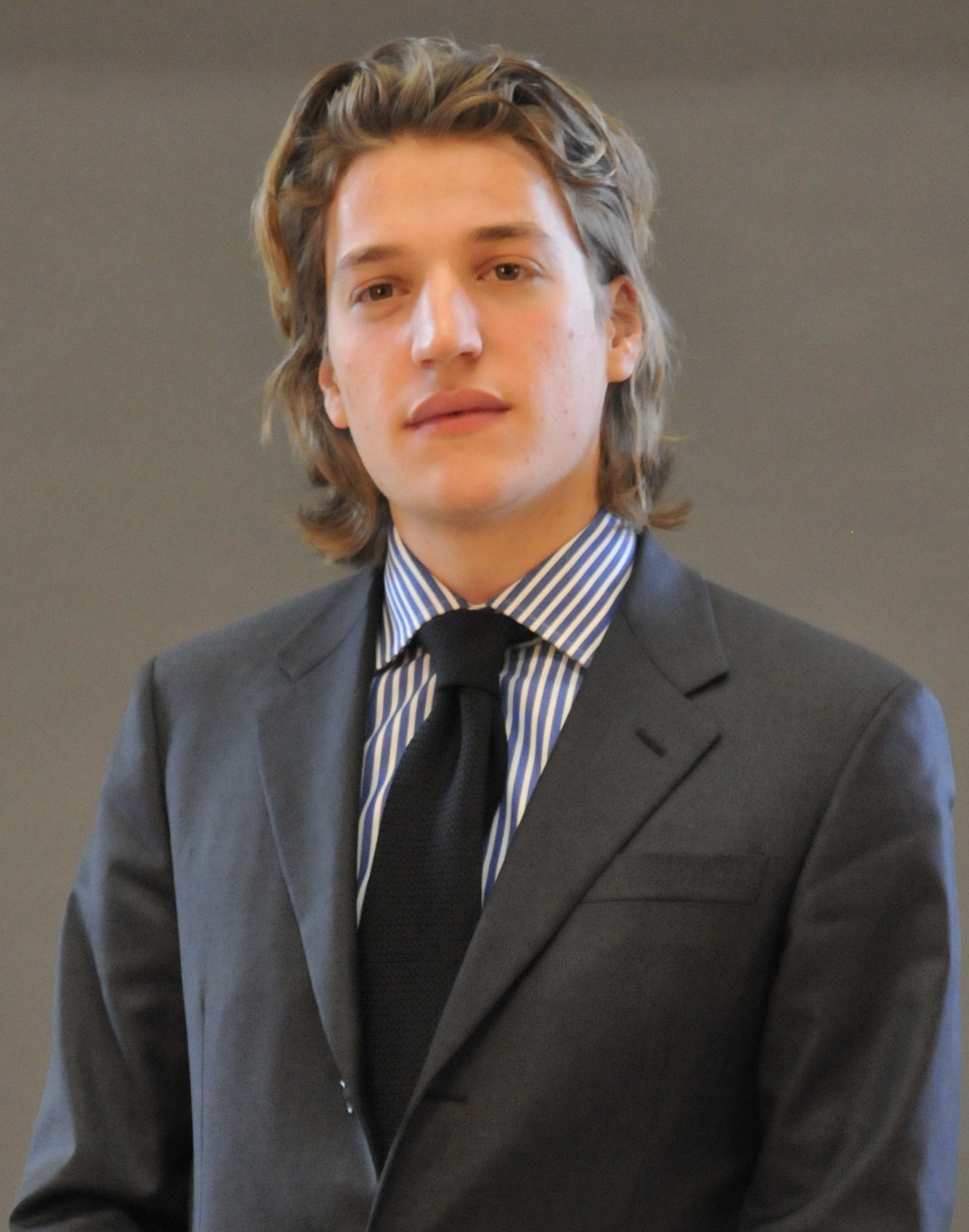
Jean Sarkozy, fils de Nicolas Sarkozy, en 2008.

Le 23 septembre 1982, Nicolas Sarkozy épouse Marie-Dominique Culioli, dont le père est pharmacien à Vico. L’année suivante, Sarkozy est élu maire de Neuilly-sur-Seine en remplacement de son bel-oncle, Achille Peretti, terrassé par une crise cardiaque. Charles Pasqua est un des témoins de son mariage. Deux fils naissent de cette union :
- Pierre (né en 1985), qui est producteur de rap sous le pseudonyme de DJ Mosey[27].
- Jean (né en 1986), qui suit le même chemin que son père, la politique. Le 10 septembre 2008, il épouse à Neuilly-sur-Seine Jessica Sarah Fanny Sebaoun[28], fille de Marc-André Sebaoun, et d'Isabelle Darty, apparentée à la famille fondatrice et anciennement actionnaire de l'entreprise du même nom, qu'il connaît depuis le lycée[29]. Les propos du dessinateur Siné, parus dans le journal Charlie Hebdo, concernant cette union, ont déclenché une vive polémique[30]. Le couple a par la suite deux enfants : Solal (né le 13 janvier 2010)[31] et Lola (née le 16 avril 2012)[32].

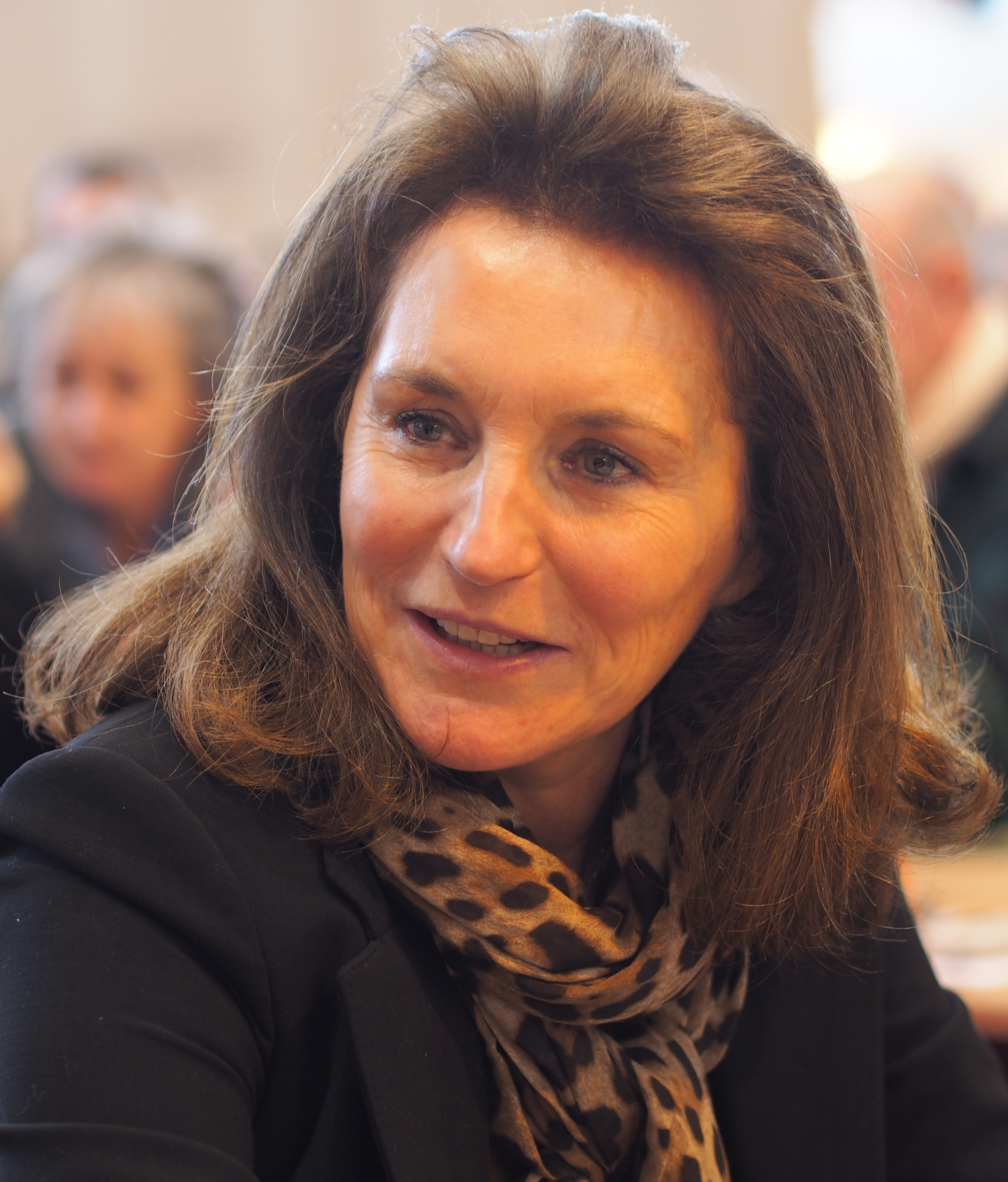
Cécilia Ciganer-Albéniz en 2014.

### Mariage avec Cécilia Ciganer-Albéniz
En 1984, Nicolas Sarkozy rencontre Cécilia Ciganer-Albéniz et en tombe amoureux, lorsqu'en qualité de maire de Neuilly, il prononce son mariage avec l'animateur de télévision Jacques Martin. Ils entament bientôt une liaison cachée jusqu'en 1989, quand les deux amants quittent leurs conjoints respectifs et s'installent ensemble. Tandis qu'elle obtient le divorce en quatre mois, celui de Nicolas Sarkozy et de Marie-Dominique Culioli n'est prononcé qu'au terme de huit ans de procédure. Leur mariage a lieu quelques jours après, le 23 octobre 1996. Ils ont pour témoins Martin Bouygues et Bernard Arnault. Leur fils, Louis, naît en 1997. Après une séparation temporaire en 2005, ils annoncent le 18 octobre 2007, dans un communiqué officiel de l'Élysée, leur « séparation par consentement mutuel », avant d'officialiser leur divorce. Elle était présente lors de la cérémonie d'investiture du président, le 16 mai 2007, en compagnie de ses enfants, ceux de son premier mariage, ainsi que son fils commun avec le nouveau président de la République française.
Louis Sarkozy, leur fils, né le 28 avril 1997, n'a que 10 ans quand son père est élu président de la République et que ses parents divorcent peu après. Il part alors à New York vivre avec sa mère, Cécilia, désormais nommée Attias, et son beau-père, l'homme d'affaires Richard Attias. Il se fait initialement remarquer pour quelques frasques (dont des jets de tomates sur une policière).
Il est inscrit à l'école militaire américaine Valley Forge Academy (en), où il fait ses classes, près de Philadelphie.
Il se lie un temps à la future magistrate et compagne d'Éric Zemmour Sarah Knafo, puis a entre 2014 et 2016 une relation avec la chroniqueuse Capucine Anav, avant d'entamer en 2017 une liaison avec Natali Husic, coordinatrice de projets en communication stratégique, de nationalité monténégrine, fille de Dolores Engelhardt Husic et d'Ilir Husic, chargé d'affaires puis consul honoraire du Monténégro à Kinshasa. Louis Sarkozy se marie avec Natali Husic le samedi 24 septembre 2022 à Gordes, dans le Vaucluse.
Louis et Natali Sarkozy vivent à Washington (district de Columbia).

### Mariage avec Carla Bruni

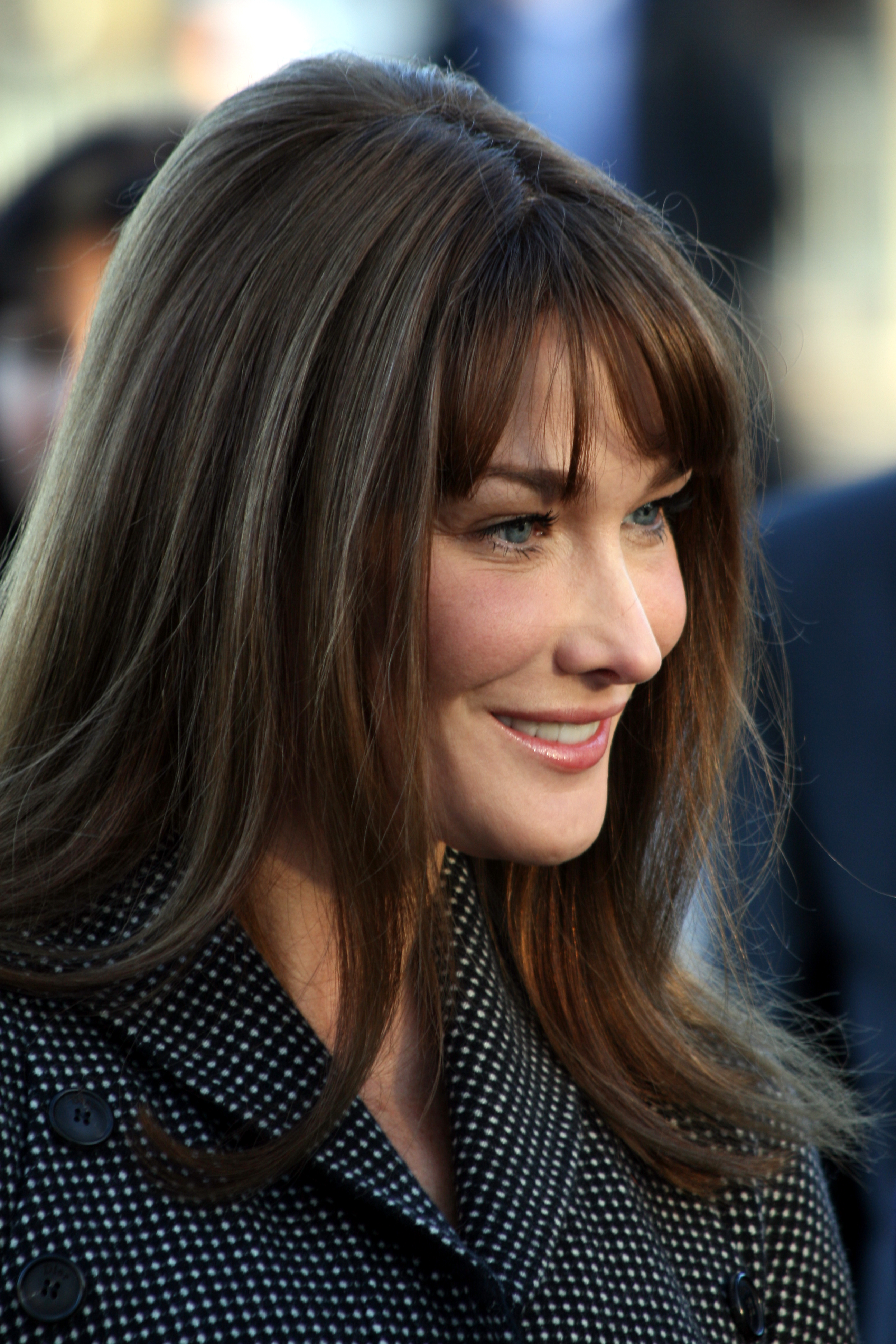
Carla Bruni en 2008.

Fin décembre 2007, Nicolas Sarkozy fait la connaissance de la chanteuse et ancien mannequin Carla Bruni, lors d'un dîner au domicile du publicitaire Jacques Séguéla. Leur mariage civil est célébré le 2 février 2008 au palais de l'Élysée par le maire du 8e arrondissement de Paris, François Lebel, avec pour témoins Nicolas Bazire et Mathilde Agostinelli pour le marié, Farida Khelfa, et Marine Delterme pour la mariée.
Le 19 octobre 2011, Carla Bruni-Sarkozy accouche à Paris de leur fille, Giulia. C'est la première fois dans l'histoire de la Ve République qu'un président devient père pendant l'exercice de son mandat.